# Patrick Laschet
Patrick Laschet (Raeren, 29 juni 1963) is een Belgisch Duitstalig politicus voor de regionalistische partij ProDG.

## Biografie
Na het behalen van zijn middelbare diploma ging Laschet aan de slag bij een sanitair bedrijf in Eupen. Hij was er van 1981 tot 1983 commercieel medewerker op de groothandel, van 1983 tot 1987 verantwoordelijke voor de informatica en van 1985 tot 1986 inkoopmanager. Ondertussen behaalde hij in 1987 een graduaat in de informatica aan de provinciale hogeschool IPES in Seraing en in 1987 een certificaat in boekhouding aan de ICHEC Brussels Management School.
Nadien werkte Laschet van 1987 tot 1993 in het ziekenhuis Sankt Nikolaus in Eupen, van 1987 tot 1993 als verantwoordelijke voor de informatica en van 1990 tot 1993 als personeelsdirecteur en financieel directeur. Tevens was hij van 1988 tot 2006 vakleraar voor informatica, boekhouding en de verzekeringssector aan het opleidingscentrum ZAWM in Eupen en van 1998 tot 2010 docent voor ziekenverzorging, informatica en macro-economie aan de hogeschool AHS in Eupen. 
Van 1994 tot 2024 was Laschet actief als leidinggevende in de rusthuissector en was hij zaakvoerder van het rusthuis Marienheim in Raeren. Daarenboven nam hij verschillende bestuursfuncties in zorginstellingen op: van 2014 tot 2019 bij het rusthuis Françoise Schervier in Chaudfontaine en van 2016 tot 2024 bij het ouderencentrum Sankt-Franziskus in Eupen. Voorts was hij van 2016 tot 2020 voorzitter van het verbond voor palliatieve verzorging van de Duitstalige Gemeenschap. Sinds 2021 is hij tevens actief als zelfstandig consultant voor het ontwikkelen van computerprogramma's in de bedrijfswereld.
In 2024 engageerde hij zich in de politiek voor de partij ProDG. Laschet kwam voor de partij op bij de Duitstalige Gemeenschapsverkiezingen van juni 2024, maar werd niet verkozen. Niettemin kon hij begin juli 2024 toch de eed afleggen als lid van het Parlement van de Duitstalige Gemeenschap ter vervanging van Lydia Klinkenberg, die minister werd in de Duitstalige Gemeenschapsregering.